# 렌초 피아노
렌초 피아노(Renzo Piano, Cavaliere di Gran Croce OMRI, 1937년 9월 14일 ~ )는 이탈리아의 건축가이다. 그는 프리츠커 아키텍처 상, AIA 골드 메달, 교토 상, 소닝 상을 받았다. 건축 평론가 니콜라이 오로소프(Nicolai Ouroussoff)는 "그의 최고의 건물들이 주는 평온함은 우리가 문명화된 세상에 살고 있다는 것을 일깨워준다."고 말하기도 하였다.
2006년에 피아노는 타임에서 전 세계에서 가장 영향력 있는 100명의 인물 가운데 한 명으로 선정되었다. 그는 2006 타임 100의 예술 및 엔터테인먼트 분야에서 10번째로 영향력 있는 인물로 선정되었다.

## 생애
피아노는 1937년 이탈리아 제노바의 건축가 가정에서 태어났다. 그는 밀라노 공과 대학교에서 교육을 받았다. 1964년 그 대학교에서 졸업을 한 뒤 경량의 실험적인 구조물들과 기초 주거지들로 작업을 시작했다.
1981년 피아노는 렌초 피아노 빌딩 워크숍을 설립하였으며 오늘날 직원이 150명에 이르고 파리, 제노바, 뉴욕 시에 사무를 지속하고 있다.
더 샤드를 설계했다.

## 서훈
- 1990년 이탈리아 공화국 공로 훈장 1등급